# ایستگاه متروی رایسلیپ منور
ایستگاه مترو رایسلیپ منور (انگلیسی: Ruislip Manor tube station) یکی از ایستگاه‌های خط متروپولیتن و خط پیکدیلی متروی لندن است.
این ایستگاه که در منطقه هیلینگدون لندن قرار دارد در سال ۱۹۱۲ میلادی تأسیس شده است.

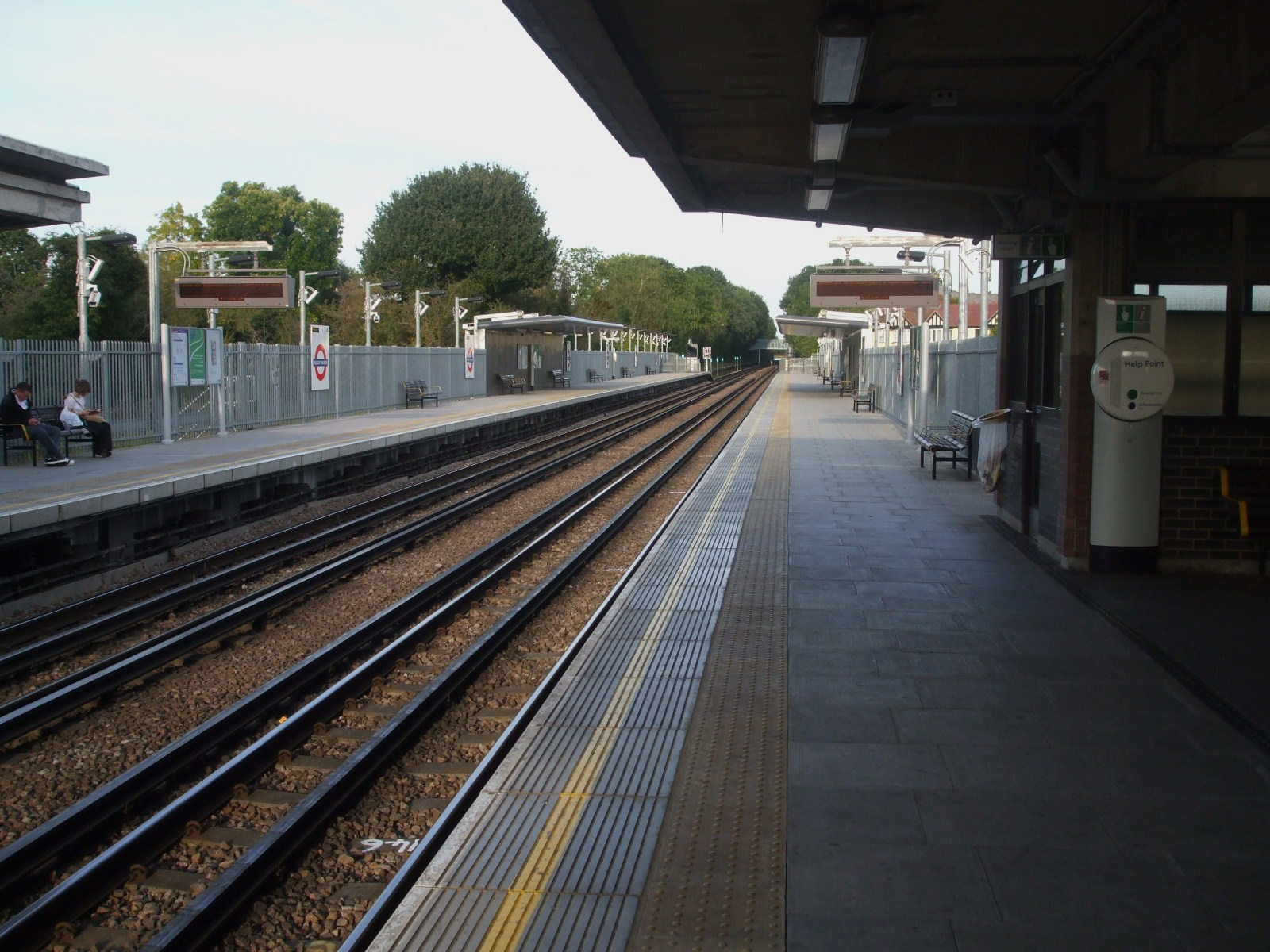
نمایی از سکو غربی